# 稀有同位素束流装置
稀有同位素束流装置(FRIB) 是计划中新建的核物理加速器实验设施。 投资方为美国能源部科学办公室（DOE-SC）、密歇根州立大学（MSU）及密歇根州政府。这一加速器主要用来产生由极其稀有的原子核（地球上不存在的）组成的强烈粒子束。这一加速器将主要用来研究核物理，核天文物理和原子核的基本相互作用等领域。